# Диджёйи-Реше
Диджёйи-Реше (лит. Didžioji Riešė) — деревня на территории самоуправления Вильнюсского района, в 12 км к северу от центра Вильнюса, возле шоссе Вильнюс — Молетай — Утена. Центр Решского староства (сянюнии).

## Инфраструктура
Имеются почтовое отделение, основная школа (основана в 1995 году), костёл Святого епископа Станислава (построен в 1939 году), центр досуга. В костёле имеется семь ценных произведений церковного искусства — картина «Поклонение Марии» (XVIII век), три алтаря (XVIII век), крестильня (XVIII век), два орната (XIX век). Рядом с храмом расположено кладбище площадью 6 га. 

## История

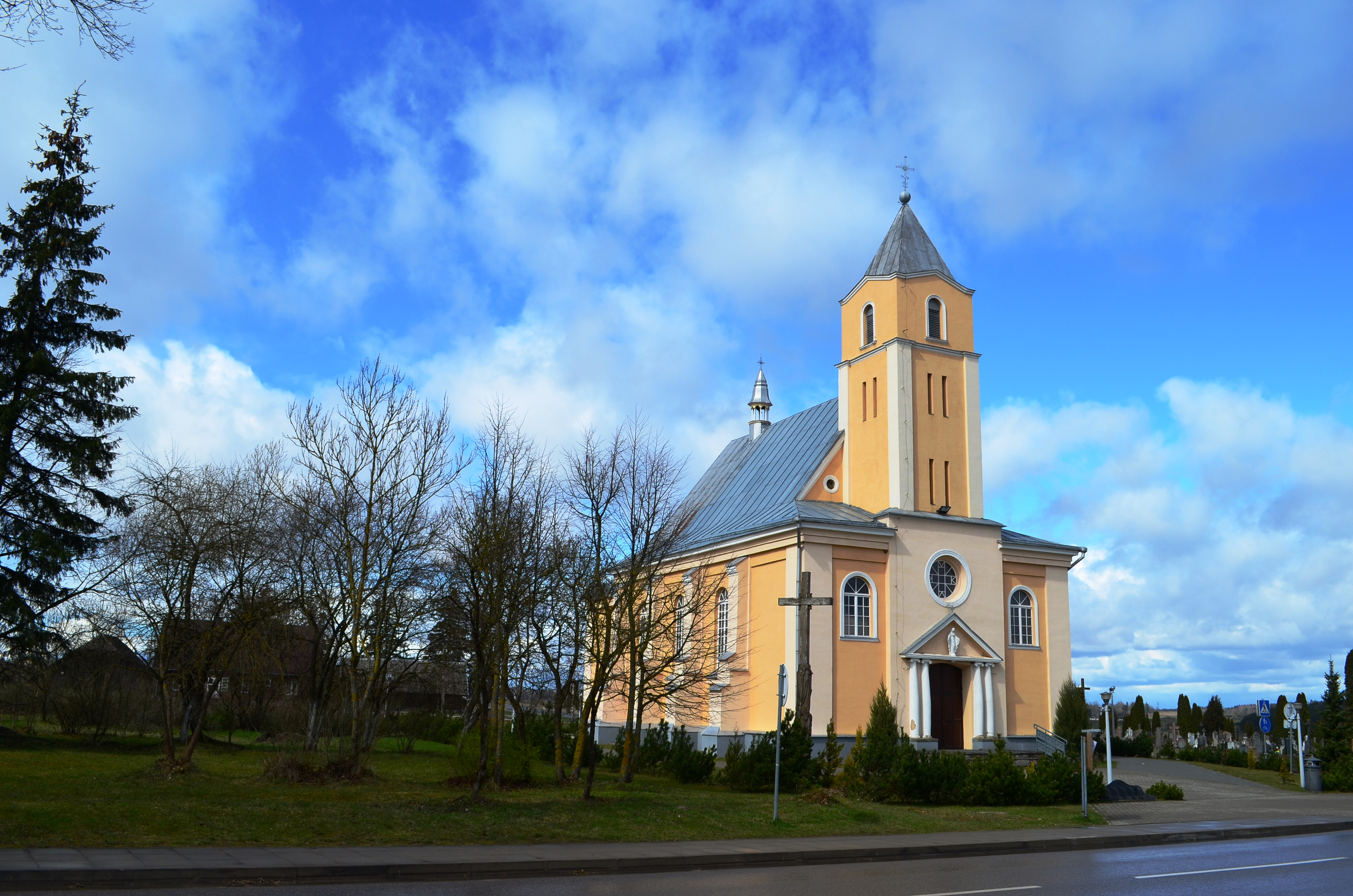
Костёл Святого Станислава

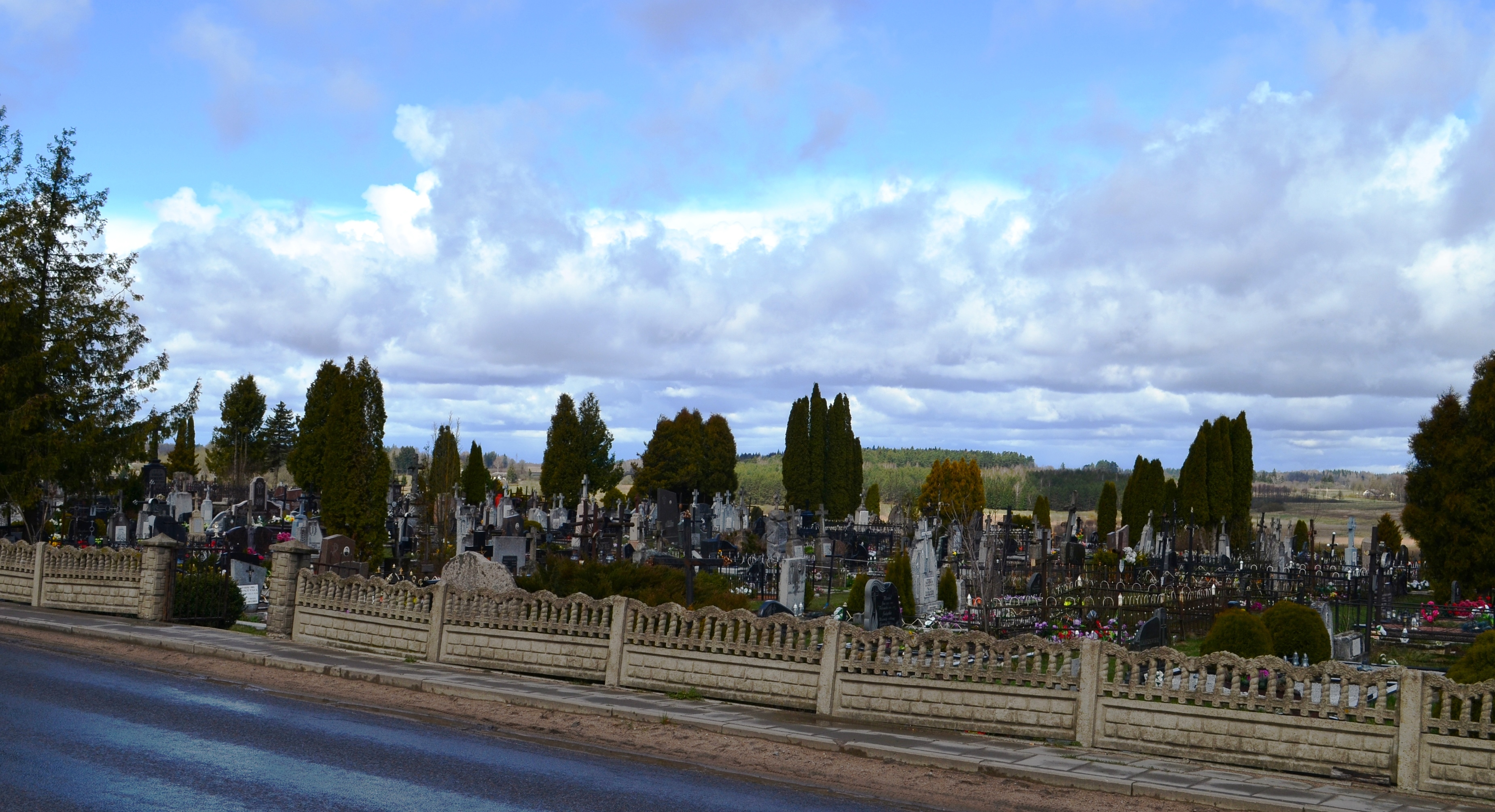
Кладбище

О том, что эта местность была населена с давних времён, говорит найденный в 1867 году клад с 92 дирхамами IX — начала X века. Имение известно с XVI века, когда оно стало принадлежать виленскому капитулу. В 1681 году имению была представлена привилегия построить мост через приток Вилии реку Реше и собирать плату за проезд по мосту. В 1938—1939 годах был построен каменный костёл. В советский период была центральной усадьбой совхоза. В 1993—1994 годах у деревни Пурнушкес на территории староства был создан Парк Европы.

## Население
| 1905                           | 1931 | 1959 | 1970 | 1979 | 1985 |
| ------------------------------ | ---- | ---- | ---- | ---- | ---- |
| 383                            | 169  | 135  | 209  | 61   | 62   |
| 1989                           | 2001 | 2010 | 2011 | 2021 | -    |
| 461                            | 1142 | 2500 | 2520 | 2465 | -    |
| Гистограмма динамики населения |      |      |      |      |      |

## Герб
14 июля 2017 года президент Литвы Даля Грибаускайте по предложению Геральдической комиссии Литвы декретом № 1K–1038 утвердила герб Диджёйи-Реше. В гербе отмечена исключительность населённого пункта как географического центра Европы. В геральдическом щите изображены фигуры золотого цвета, символизирующие скульптуры Парка Европы, своей композицией подчеркивающие специфическую локацию деревни. Фигуры расположены на зелёном кресте, цвет которого символизируют красоту здешней природы и вместе с тем означает свободу, красоту, радость, здоровье и надежду. 